# Klosterhofmeister
Klosterhofmeister, auch Klosterpfleger, war die Bezeichnung für einen Verwaltungsbeamten in manchen Klöstern, vor allem der Klöster der Zisterzienser. Die vom Hauptgut abgetrennten, zumeist wirtschaftlich selbstständigen Wirtschaftshöfe der Zisterzienser wurden bis ins 14. Jahrhundert als „grangiae“ bezeichnet, später erhielten sie die Bezeichnung „curiae“. Der Leiter eines klösterlichen Wirtschaftshofes wurde als „grangiarius“ bzw. „magister grangiae“ (Hofmeister) bezeichnet. Diese Höfe wurden von Laienbrüdern bewirtschaftet und waren nicht unmittelbar mit dem jeweiligen Kloster verbunden. Zu den Aufgaben und Amtspflichten des Klosterhofmeisters zählte die Aufsicht über die Klostergebäude und den zum Kloster gehörigen landwirtschaftlichen Betrieb. Weiter wachte er über Deiche und Dämme, soweit diese vorhanden waren.
Im Spätmittelalter wurde die Verwaltung der klösterlichen Wirtschaftshöfe umorganisiert: an die Stelle des „magister grangiae“ trat der Amtmann (lat. „curator“), der die Leitung meist mehrerer zu einem Hofverband zusammengefasster Klosterhöfe innehatte.